# Migas de atún

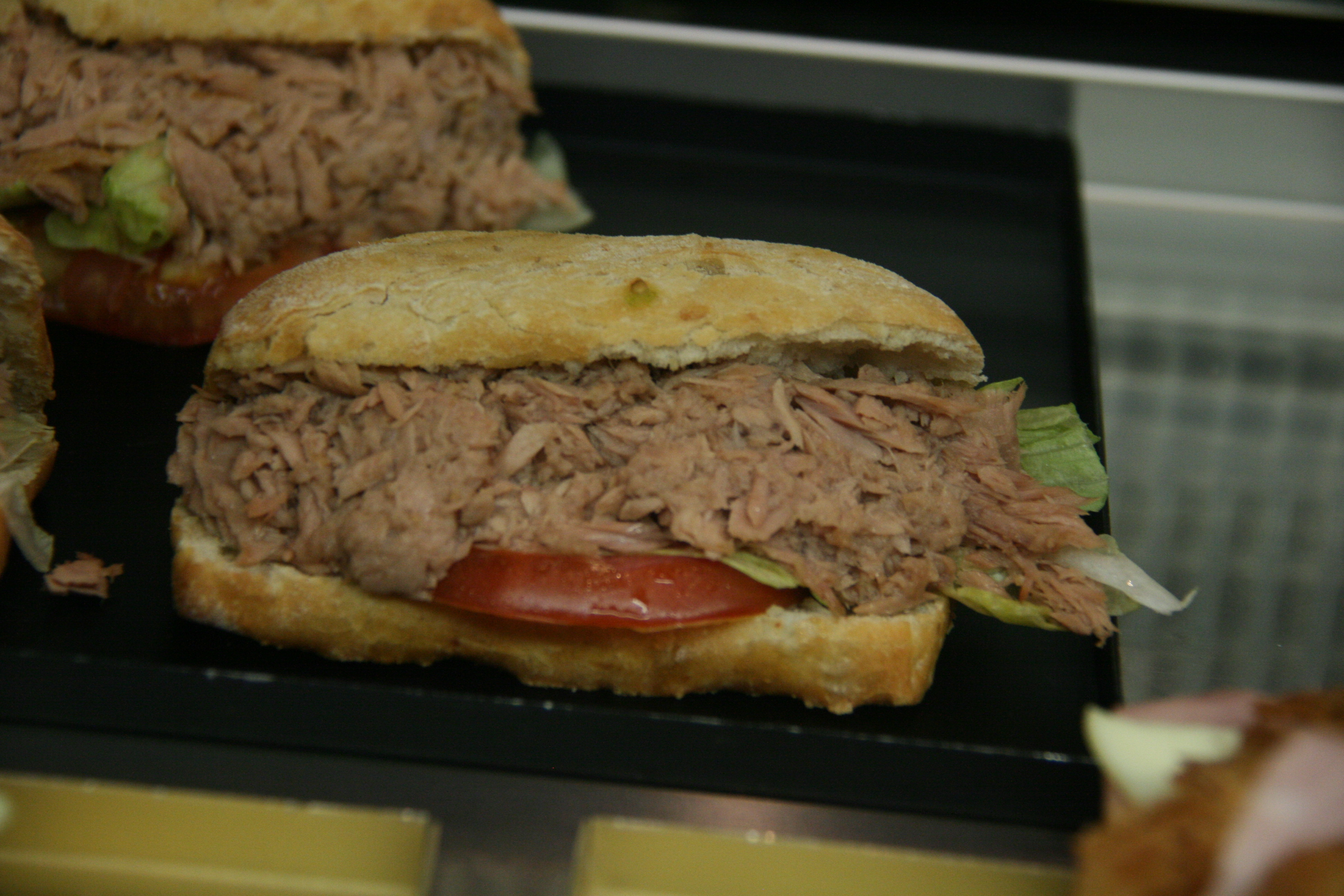
Bocadillo de 'migas de atún'.

Migas de atún se trata de lomos  de atún desmigados (picados o desmenuzados). Suelen presentarse en forma de atún en lata (bien sea en escabeche o en aceite de oliva). 

## Usos
Este tipo de condimento suele emplearse en ensaladas como la ensalada de atún. En bocadillos con otras verduras como puede ser cebolla o pimientos con mayonesa, incluso sándwiches como el sandwich mixto con huevo. Contenidos que pueden ser incluidos en salsa de tomate empleada en los rellenos de Lasagnas o de ciertas empanadas. A veces como decoración de ciertas tapas.  En revuelto de huevo. 